# Kościół Matki Boskiej Różańcowej w Gromcu
Kościół Matki Boskiej Różańcowej – rzymskokatolicki kościół parafialny, znajdujący się w miejscowości Gromiec, w gminie Libiąż województwa małopolskiego.
Parafia w Gromcu została erygowana w 2007 roku. W centrum miejscowości jest budowana nowoczesna, jednonawowa świątynia.

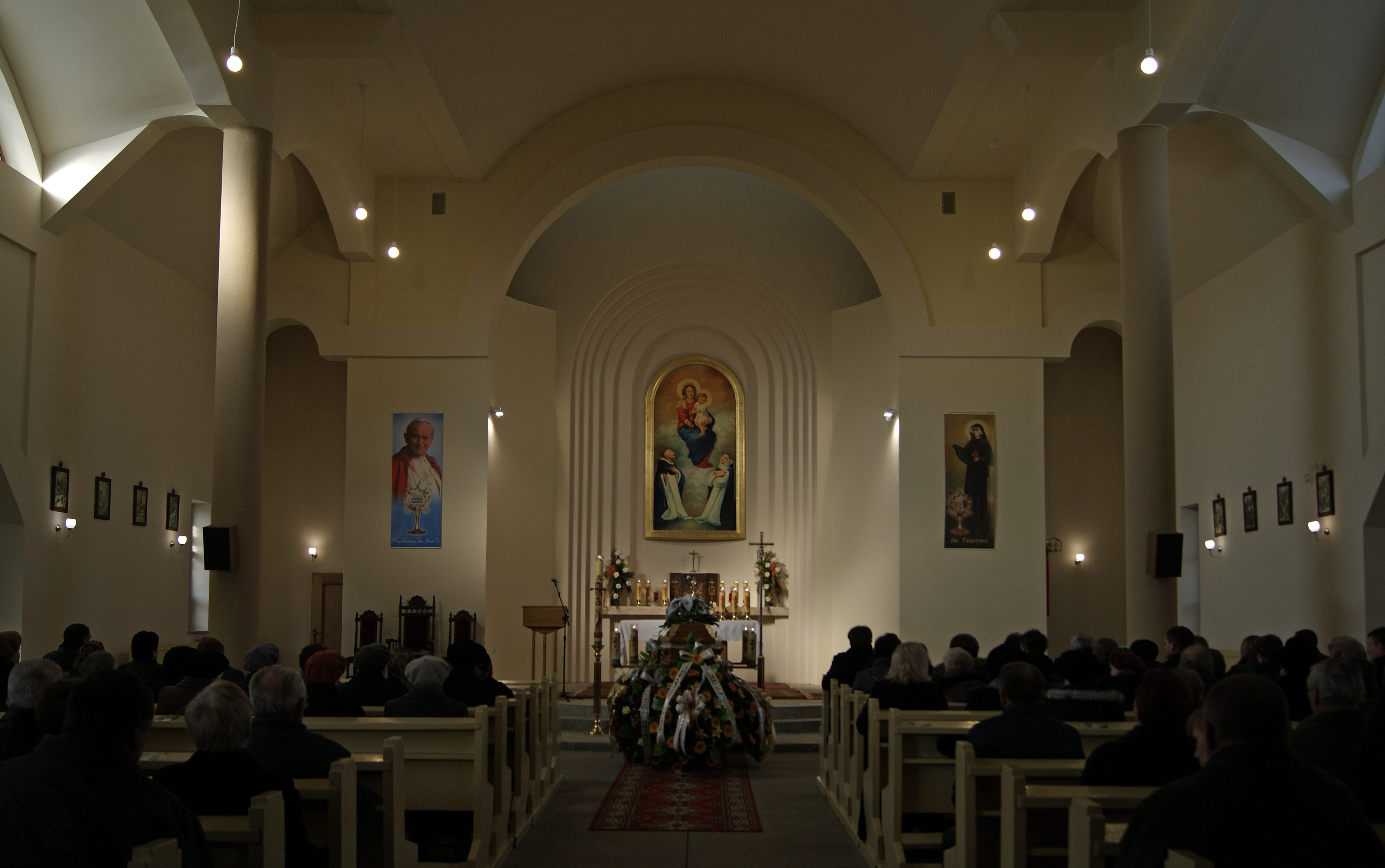
Wnętrze kościoła